# Лера, Чете
Че́те Ле́ра (исп. Chete Lera, полное имя исп. Ramón Mariano Fernández Lera; 30 ноября 1949, Ла-Эстрада, Галисия — 19 мая 2022, Ринкон-де-ла-Викториа, Андалусия) — испанский актёр театра и кино, известный по киноролям в фильмах «Рыжая белка», «Секреты сердца» и «Семья». Лауреат Малагского кинофестиваля за лучшую мужскую роль 2006 года. 

## Биография
Чете Лера — старший ребёнок в многодетной семье, воспитывавшей 11 детей, брат Антонио Фернандес Лера — писатель. Лера пришёл в актёрскую профессию, будучи дипломированным авиаинженером с опытом работы лётчиком и банковским служащим. На рубеже четвёртого десятка у него случился личностный кризис, приведший его к занятиям психологией и театром. Помимо съёмок в кино Чете Лера добился успехов на театральных подмостках. Он участвовал в альтернативных постановках Родриго Гарсии в 1990-х. Погиб в автотранспортном происшествии: машина, за рулём которой он находился, сорвалась с 50-метрового обрыва.

## Избранная фильмография
- 1991: Всё ради бабла / Todo por la pasta
- 1993: Рыжая белка / La ardilla roja
- 1996: Семья / Familia
- 1997: Открой глаза / Abre los ojos
- 1997: Секреты сердца / Secretos del corazón
- 2007: Дотянуться до небес / Tocar el cielo